# Andrena yamato
Andrena yamato là một loài Hymenoptera trong họ Andrenidae. Loài này được Tadauchi & Hirashima mô tả khoa học năm 1983.